# Palóczy László
Palóczi Palóczy László (Miskolc, 1783. október 14. – Pest, 1861. április 27.) liberális reformpolitikus, Borsod vármegye országgyűlési követe.

## Életrajza
Borsod megyei református nemesi családban született. 1807-től állt a vármegye szolgálatában, 1832-ben a pozsonyi országgyűlésre küldték követként. A liberális ellenzékhez tartozott; Szemere Bertalannal, a megye másik képviselőjével együtt az ellenzék egyik legjelentősebb tagja az 1843–44-es és az 1847–48-as reformországgyűlésen. Palóczy a reformkor országgyűlésein különösen a vallásszabadság kérdésével foglalkozott. Ő javasolta, hogy magyar nyelven vezessék az országgyűlés jegyzőkönyveit. 1839-től Borsod vármegye másodalispánja.
Az 1848-as országgyűlésen Miskolc képviselője és a képviselőház korelnöke volt július elejéig, majd a kegyelmi szék elnöke. Mivel a detronizáció után is megtartotta mandátumát, a világosi fegyverletétel után előbb halálra ítélték, majd ezt kegyelemből börtönbüntetésre enyhítették. Szabadulása után Miskolcra ment, ahol visszavonultan élt, de 1861-ben, nem sokkal halála előtt ismét képviselte szülővárosát az országgyűlésben, ahol ismét ő volt a képviselőház korelnöke. Közkedvelt, rokonszenves politikus volt.
A holttestét Pestről Miskolcra szállító vonatot több helyütt ünnepélyesen fogadták. A Vasárnapi Ujság beszámolója szerint Debrecenben az indóházban több ezer fős tömeg várta a vonatot, amely harangzúgás közepette futott be a városba. Koporsóját babérkoszorúval díszítették fel és a Szózatot is elénekelték. Az avasi templom temetőjében helyezték örök nyugalomra.

## Emlékezete

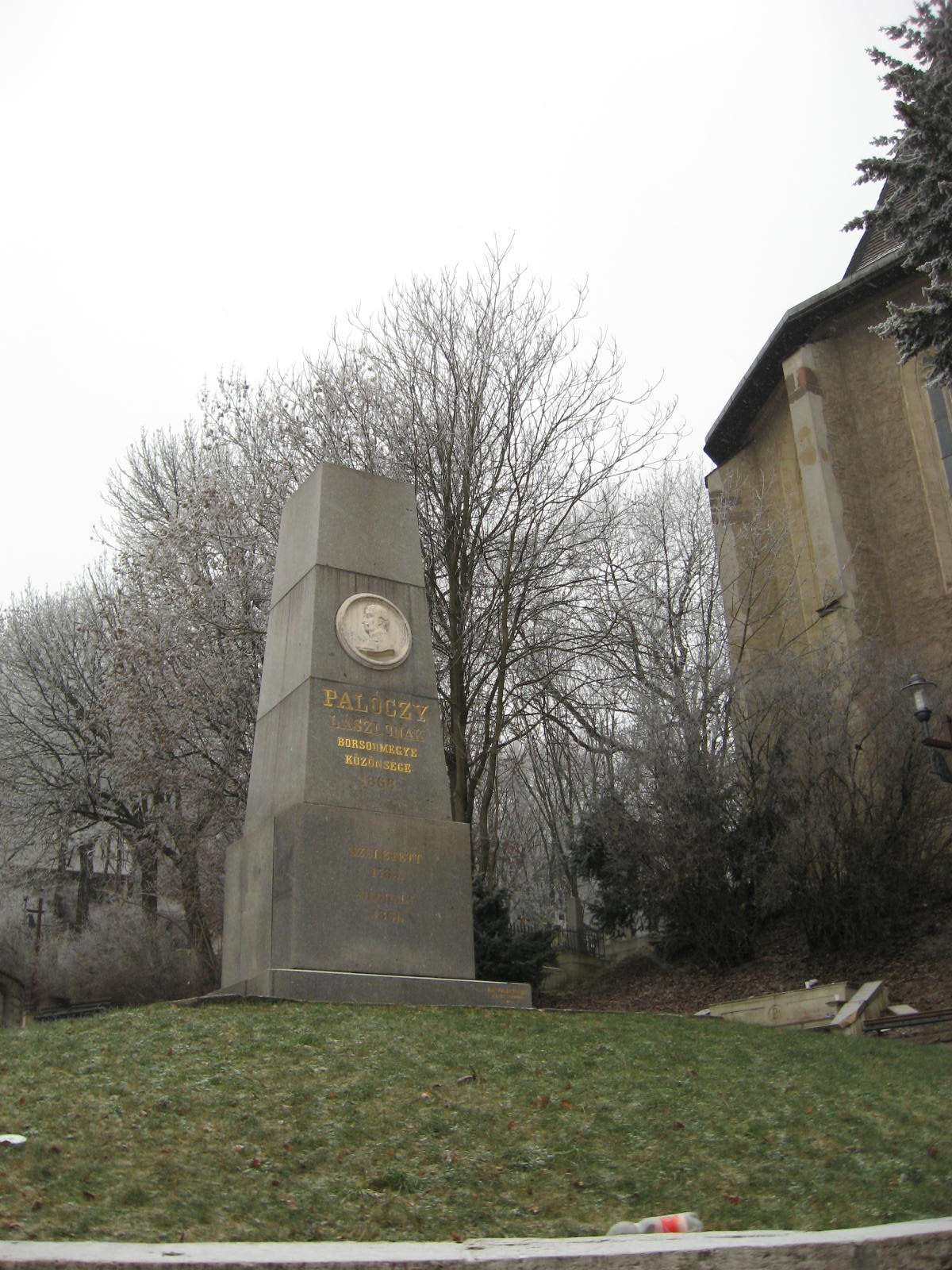
Palóczy László emlékműve Miskolcon

- Emléktáblája az Avasi Református Templom déli oldalhajójában, a falban található. A márványból készült táblát képviselőtársai helyezték el a templom falában 1864-ben. A tábla felül kimagasodó részén megjelenik a magyar kiscímer, amelyből ívesen lefelé balra tölgyfa jobbra babérfüzér van. Az emléktábla jobb és bal oldalán egyaránt a füzérekből kiindulva oszlopon felkúszó borostyánlevelek vannak majd a borostyánfüzér a tábla alján is folytatódik, ahol a Palóczy címerbe torkollik. A díszes táblán a következő olvasható:
PALÓCZY LÁSZLÓ
AZ 1848. ÉS 1861 KI ORSZÁGGYŰLÉS KÉPVISELŐHÁZA KORLENÖKÉNEK
EMLÉKÜL
Ki a képviselőház 1861 évi april hó 19 kelt határozata szerint:
„A HAZA HÁLÁJÁT KIÉRDEMELTE”
KÉPVISELŐTÁRSAI.
- Miskolcon a Szemere-kert és a Deák Ferenc tér közötti útszakasz, a Palóczy László utca viseli nevét.
- Az avasi templom melletti dombon emlékművet állítottak tiszteletére.

## Epitáfium
Jókai Mór epitáfiumot írt halálára:
Palóczy
Sértve a hon. De kinek panaszolja baját? Van-e földön
Úr, aki hallgasson népek fájdalmi szavára?
„Földön nincs, ki segít: van az égben” – mondta Palóczy,
És panaszainkkal együtt maga ment fel a legmagasabbhoz.
1861. április
(Palóczy és felesége, Vizsolyi Judit voltak Laborfalvi Róza keresztszülei.)

## Művei
- Palóczy László beszédei és írásai, 1848–1849; sajtó alá rend., bev., jegyz. Fazekas Csaba; Borsod-Abaúj-Zemplén Megyei Levéltár, Miskolc, 1998